# Maddalena di Neuenahr-Alpen
Maddalena di Neuenahr-Alpen (1551  – 13 gennaio 1626) fu una nobildonna tedesca, ultima erede del Casato di Neuenahr-Alpen ed ereditò la Contea di Limburgo. Per matrimonio fu Contessa di Tecklenburg.

## Biografia
Era figlia del conte Gumprecht II e della moglie Amöna, figlia a sua volta del conte Wirich V di Daun-Falkenstein. Il 26 luglio 1573, a Wesel, sposò il conte Arnoldo III di Bentheim-Tecklenburg. Il matrimonio fu felice ed ebbero sette figli maschi e quattro figlie femmine. Risiedevano alternativamente a Bentheim e Steinfurt e, una volta anziani, principalmente a Tecklenurg.
Arnoldo III e Maddalena, per il tramite dei parenti di Maddalena, avevano stretti legami con i maggiori principi calvinisti del Sacro Romano Impero. La sorellastra Amalia aveva sposato l'elettore palatino Federico III; il fratello Adolfo di Neuenahr, conte di Limburgo e Moers, era anch'egli un fervente calvinista. Nel 1573 il marito Arnoldo si convertì al Calvinismo, probabilmente influenzato dai parenti acquisiti. Con il trascorrere del tempo, Maddalena e Arnoldo introdussero la nuova fede nei territori della Contea di Teclenburg.
Alla morte del fratello Adolfo, avvenuta nel 1589, Maddalena ereditò le Signorie di Alpen, Helpenstein e Linnep, nonché l'avvocazia di Colonia; nel 1590, la morte della sorellastra Amalia consentì a Maddalena di ereditare la Contea di Limburgo e il castello di Hohenlimburg. Il Duca di Jülich-Cleves-Berg, signore feudale dei conti di Limburgo, non riconobbe però il diritto di Maddalena ad ereditare i territori e pretese per sé la Contea come proprio feudo diretto. L'arcivescovo Ernesto di Colonia occupò militarmente Limburgo nel 1584, con il permesso dell'Imperatore, per contrastare l'eccessiva estensione dei territori del Ducato, tentando di annettere la contea all'arcivescovato. Benché il diritto ereditario di Maddalena venne infine riconosciuto valido dalle corti di giustizia, la contea ed il castello rimasero occupati dall'arcivescovato fino al 1610, quando quest'ultimo dovette cedere alle pressioni dei Paesi Bassi. Dopo il ritiro di Colonia, Maddalena nominò il figlio Corrado Gumprecht come governatore di Limburgo.
Alla morte del marito Arnoldo, i suoi territori vennero divisi tra i figli maschi; alcuni di essi erano ancora minorenni e quindi Maddalena funse da reggente per essi fino al 1609.
Nel 1611 il Calvinismo venne introdotto anche a Limburgo. Nel 1616 ella cedette la Contea al figlio Corrado Gumprecht, che però morì nel 1618; la contea tornò nelle mani di Maddalena, che nominò governatrice la nuora rimasta vedova, Giovannetta Elisabetta di Nassau-Dillenburg.

## Discendenza
Arnoldo e Maddalena ebbero i seguenti figli:
- Otto (Steinfurt, 22 dicembre 1574 – 1574)
- Eberwin Wirich (Bentheim, 14 gennaio 1576 – Padova, 31 maggio 1596)
- Adolfo (Steinfurt, 7 luglio 1577 – 5 novembre 1623), nel 1606 sposò Margherita di Nassau-Wiesbaden;
- Anna (4 gennaio 1579 – 9 dicembre 1624), nel 1595 sposò il principe Cristiano I di Anhalt-Bernburg
- Arnoldo Jost (4 aprile 1580 – 26 agosto 1643), nel 1608 sposò Anna Amalia di Isenburg-Büdingen
- Amalia Amöna (Tecklenburg, 15 maggio 1581 – Bentheim, 31 gennaio 1584)
- Guglielmo Enrico (Bentheim, 13 febbraio 1584 – 6 ottobre 1632), nel 1617 sposò Anna Elisabetta di Anhalt-Dessau
- Corrado Gumprecht (Bentheim, 10 marzo 1585 – 10 marzo 1618), nel 1616 sposò Giovannetta Elisabetta di Nassau-Dillenburg
- Amöna Amalia (Bentheim, 19 marzo 1586 – 3 settembre 1625), nel 1606 sposò il principe Luigi I di Anhalt-Köthen
- Federico Ludolfo (Bentheim, 23 agosto 1587 – 8 gennaio 1629)
- Maddalena (Steinfurt, 6 maggio 1591 – 1649), nel 1631 sposò Giorgio Ernest, figlio di Jobst di Limburgo